# Dokumentationszentrum Reichsparteitagsgelände
Il Dokumentationszentrum Reichsparteitagsgelände (letteralmente: "Centro di documentazione del Reichsparteitagsgelände") è un museo di Norimberga. 
Si trova nell'ala nord della Congresse Halle, la grande sala dei congressi del partito nazista all'interno dell'area raduni rimasta incompleta a causa della seconda guerra mondiale.
Il museo possiede una collezione permanente denominata Fascino e terrore ed approfondisce le cause, le connessioni e le conseguenze del nazismo nella società tedesca dell'epoca. Gli argomenti trattati nell'esibizione sono strettamente legati al luogo e agli eventi accaduti nell'area in cui il museo è collocato. A fianco del museo è stato allestito un centro educativo.